# حضرت سعید
حضرت سعید (به لاتین: Ḥazrat-e Saʽid) یک منطقهٔ مسکونی در افغانستان است که در ولسوالی یمگان واقع شده‌است.